# Lada 110
La VAZ-2110, plus connue sous le nom de Lada 110 ((ru) ВАЗ-2110 "Lada 110") est une voiture à vocation familiale que le constructeur automobile russe AVTOVAZ a décliné en 4 versions : 110, 111, 112 et 112 coupé. À ces versions correspondent 4 carrosseries :
- Lada 110 : berline 4 portes (1995-2007) ;
- Lada 111 : break 5 portes (1998-2009) ;
- Lada 112 : berline 5 portes (2000-2008) ;
- Lada 112 coupé : berline 3 portes (2002-2010).

À partir de 2007, la série 110 a été remplacée par la Priora.
Toutefois, la production des 110 et 111 se poursuit en Ukraine dans les usines du groupe Bogdan, qui en dérive des versions utilitaires vendues en Russie.

## La 110 en Europe
Arrivée sur le marché européen en 1998, la série 110 a été proposée dans un premier temps avec un moteur 1,5 l essence à injection dérivé du moteur de la Samara et décliné en version 8 soupapes (21102) de 79 ch. et en version 16 soupapes (21103) de 94 ch. En 2005, afin de répondre aux nouvelles normes de pollution Euro IV, le moteur 1,5 l a été modernisé et est passé à 1,6 l, toujours en 8 et 16 soupapes de respectivement 81 et 90 ch.
La Lada 110 était disponible en une seule finition comprenant de série les 4 vitres électriques et le verrouillage centralisé. Seul le choix du moteur était proposé ainsi que de quelques options : peinture métallisée, direction assistée (à partir de 2004), toit ouvrant électrique ou manuel, installation LPG/GPL…

## La 110 en Russie
En Russie, ce modèle était commercialisé en 3 finitions : « standard » (21110), « normal » (21110-01) et « luxe » (21110-02), et recevait les mêmes moteurs qu'en Europe de l'Ouest.
La 112 coupé n'a jamais été commercialisée hors de Russie et n'était produite qu'en petite série (malgré son succès) par l'atelier expérimental (OPP) d'AVTOVAZ entre 2006 et 2010, après des débuts laborieux en 2004 chez "Super-Avto", filiale sportive d'AvtoVAZ. Elle a été remplacée par la Priora 21726.
Autre version produite en petite série, la Lada 110 GTI (21106) était équipée d'un moteur essence 2.0 développant 150 ch.

## Sport
Lada a participé à la saison 2008 de WTCC, avec trois Lada 110, pilotées par Kirill Ladygin, Viktor Shapovalov et Jaap van Lagen. La 110 a également commencé la saison 2009, avant d'être remplacée par la Priora WTCC.

## Galerie

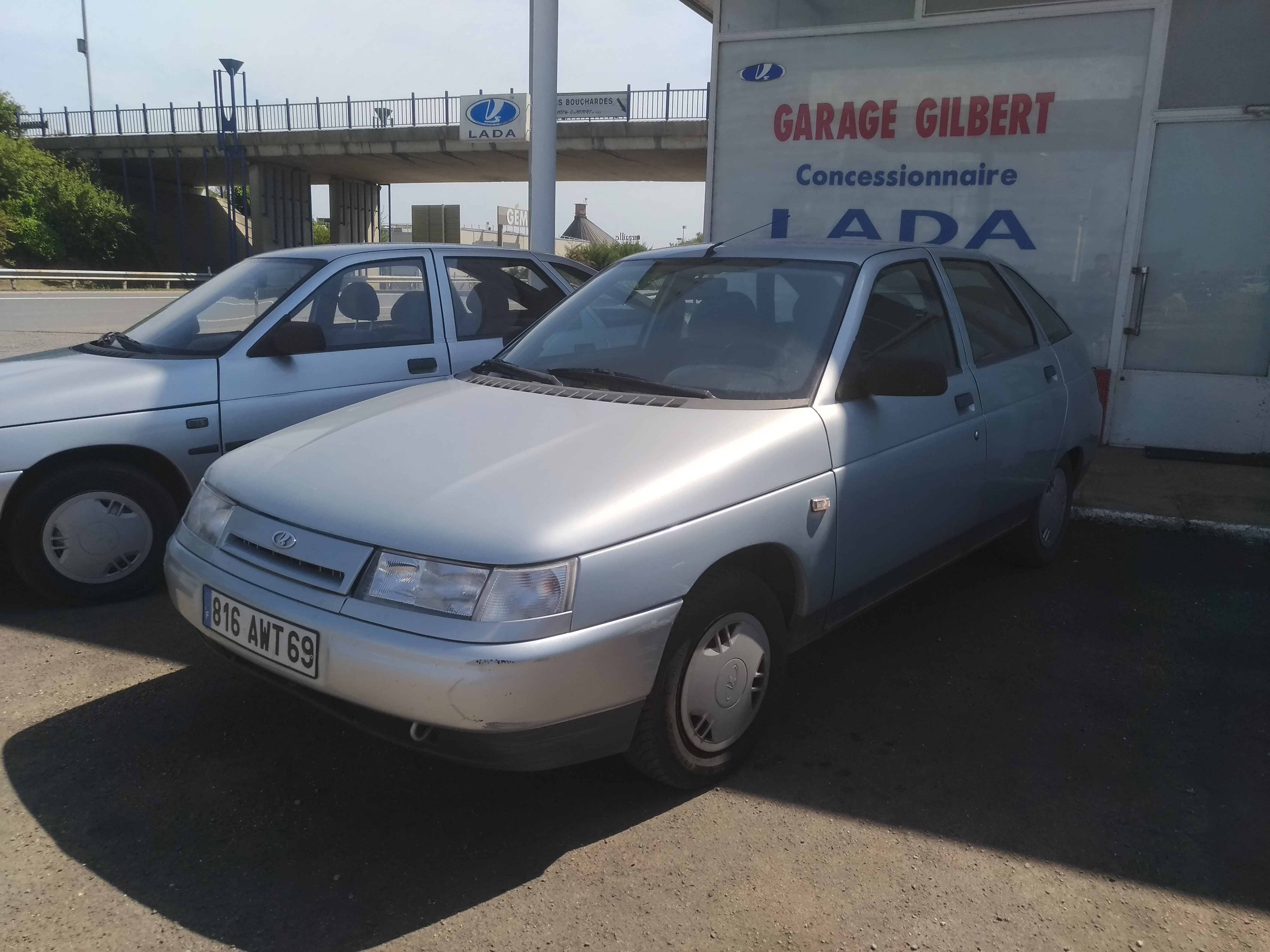
Lada 112
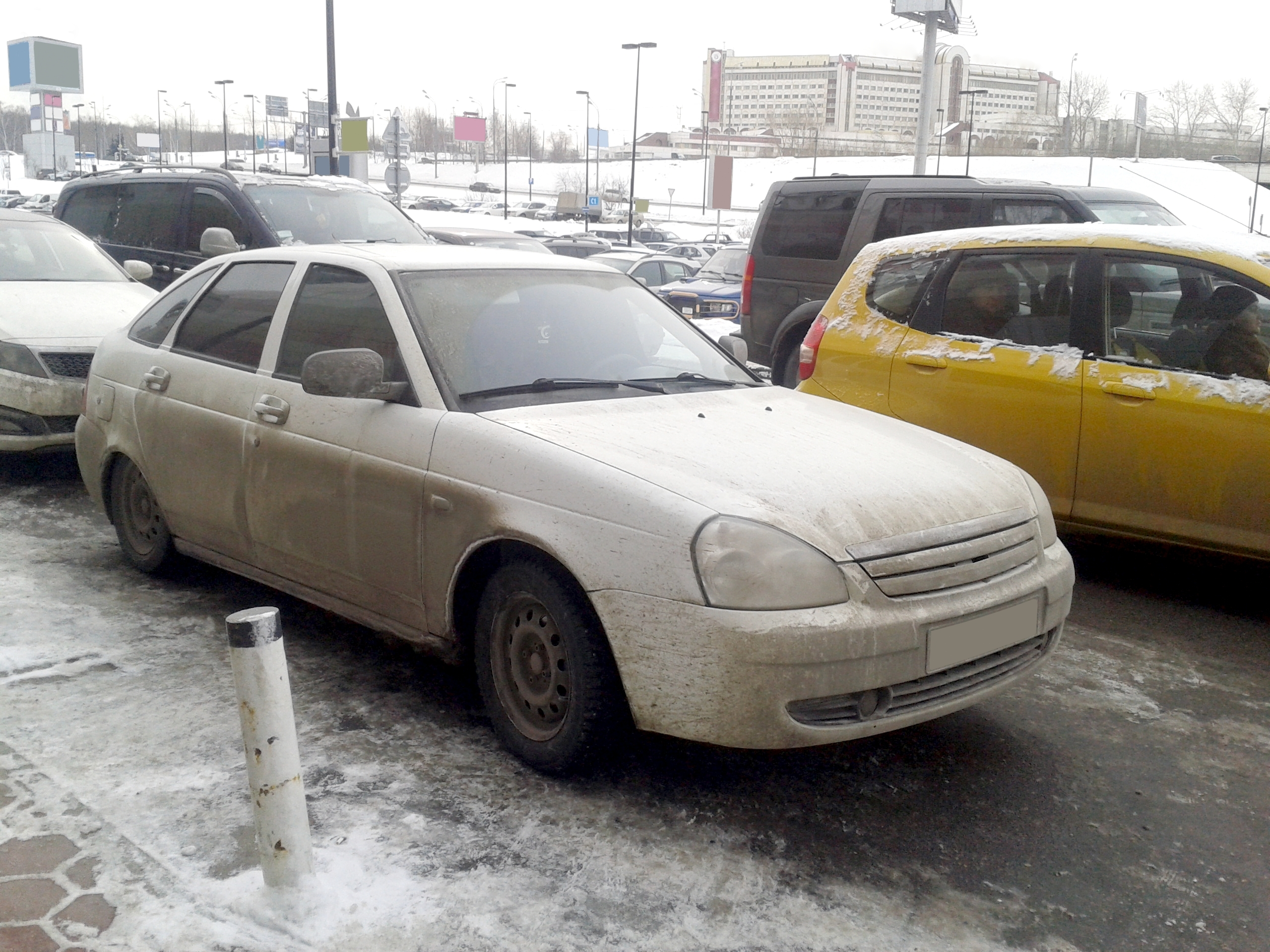
Lada 2172
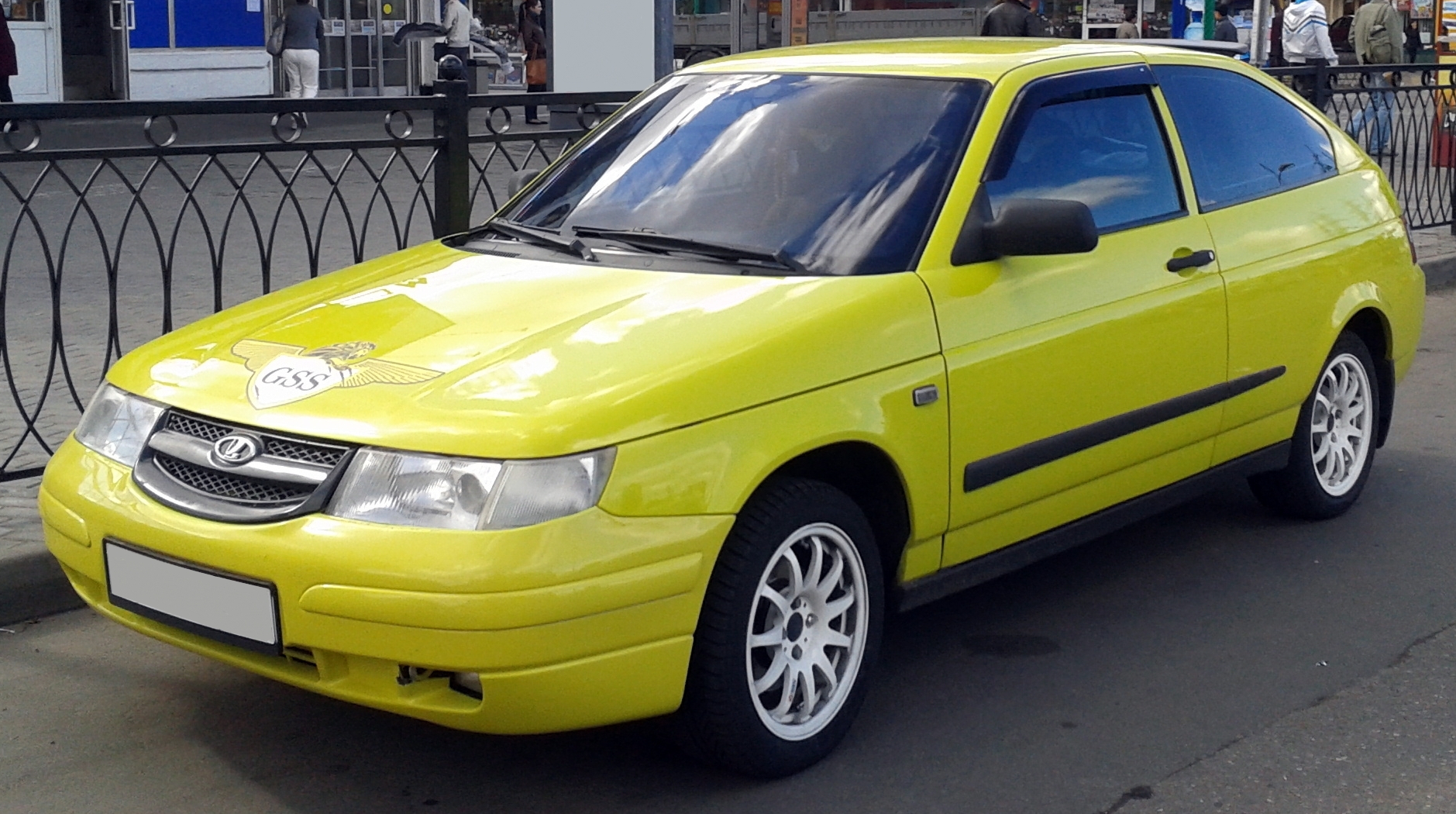
Lada 112 Coupe